# 香港中華業餘體育協會
香港中華業餘體育協會（The Chinese Amateur Athletic Federation of Hong Kong，簡稱華協會或CAAF）成立於1916年，是香港一個體育組織，早年為中國在香港選拔運動好手參加國際賽事，現時則舉辦各式運動競賽，較著名有「華協盃小型足球錦標賽」、「華協盃足毽淘汰賽」等。
華協現時會址位於灣仔華寧大廈，而秘書處則位於銅鑼灣人人大廈，在此之前曾長期租用香港足球會球場地庫作為會址。

## 歷史
1916年，南華體育會主席黃錦英有感中國有「中華全國體育協進會」的機構，但香港卻缺少一個同類推動和發展華人體育運動的組織，因而聯絡劉福基及麥花臣，分別致函當時香港僅有的三個華人體育團體「南華體育會」、「香港中華基督教青年會」及「中華游樂會」，邀請委派代表出席臨時會議，議決成立香港華人體育協進會，宗旨為「挑選香港僑胞的精銳運動員參加遠東運動會及中華全國運動會，及為參賽運動員籌措旅費，並分別舉辦全港成人及學生各項體育運動會。」，並於同年秋季正式成立，假青年會為辦事處，在首次正式會議推選黃錦英為創會理事長，麥花臣為義務司理，而劉福基則擔任義務司庫。
到了1924年，協會遵照「中華全國體育協進會」的宗旨，所有職員率數由華人充當，麥花臣因而請辭。在1926年前香港只有南華一支華人甲組足球隊，故一直由南華代表香港參加遠東運動會和全運會，但在這年以後，中華誕生，故此以後所有香港華聯隊的選人及籌款，均由協會負責，自此開始協會逐漸成為香港華僑體育界最高和統一機關。1927年在上海舉行第八屆遠東運動會，由協會統籌，安排南華及中華進行資格賽，結果中華獲勝代表香港參賽，從中再加入3員南華球員，輕鬆蟬聯冠軍。1930年在日本舉行第九屆遠東運動會，協會挑選包括李天生、葉北華、孫錦順、李惠堂等7名香港球員參賽，結果與日本賽和3－3並列冠軍。戰後1946 年後易名『香港中華業餘體育協會』沿用至今。
1949年，時任會長沈瑞慶以當時體育界人材輩出，但無緣參加國際性比賽，因而以華協會名義發動全港體育界團體，成立體育界最高機構「香港業餘體育協會暨奧林匹克委員會」，香港運動員始獲得參加國際賽資格，促使香港運動得到更大發展。

## 架構
2012至2014年度首長及委員名單
- 名譽會長：吉 星、王華生、林鉅、羅鼎泉、吳志強
- 黃熾棠、李源森、林日東、林建名、林建岳、賈樹功
- 麥錦誠 、王偉強、羅志遠、譚漢新、梁守志、陳永澤

| 理事長 - 黃錦英（創會理事長） - 劉福基 - 羅文錦 - 陸靄雲 - 莫應溎 - 顏成坤 - 蔡惠鴻 - 張民權 - 謝雨川 - 莫慶 | 會長 - 沈瑞慶（首任會長） - 雷瑞熊 - 何肇陵 - 吉 星 - 吳志強 - 王偉強 - 洪祖杭 - 梁孔德 - 羅傑承 | 主席 - 龍炳棠（首任主席） - 吳壽頤 - 羅健雲 - 韋基舜 - 余子倫 - 韋宇炳 - 林鉅 - 陳富良 - 陳孝池 - 黃錫林 |

於1957年改會長、主席制

## 積極參與賽馬活動
| 香港中華業餘體育協會以「華協會團體」名義在香港賽馬會擁有名下馬匹，早年曾以「華協」兩字命名： 包括現役馬「百步穿雲」、「競技勇士」、「百步穿楊」，同主馬包括「華協之寶」、「華協寶寶」、「皇馬」、「神射手」、「競技英雄」（已退役）。 |

## 屬會會員
現時華協共有廿多個屬會，包括香港健美總會、香港中華業餘游泳聯會、南華體育會、香港中華基督教青年會、香港足毽總會、中華體育會、九龍巴士體育會、傑志體育會、東方體育會、光華體育會、鐘聲慈善社、白眉國術總會、香港華人足球聯會、香港小型足球總會、九龍小型足球總會、香港籃球總會及香港排球總會等。

## 外部連結
- 華協官網 （页面存档备份，存于）
- 香港中華業餘體育協會的Facebook專頁